# Tabitha King
Tabitha King (født 24. marts 1949) er en amerikansk forfatter og aktivist. Hun er gift med Stephen King, og bosat i Bangor, Maine.